# Hahnepot

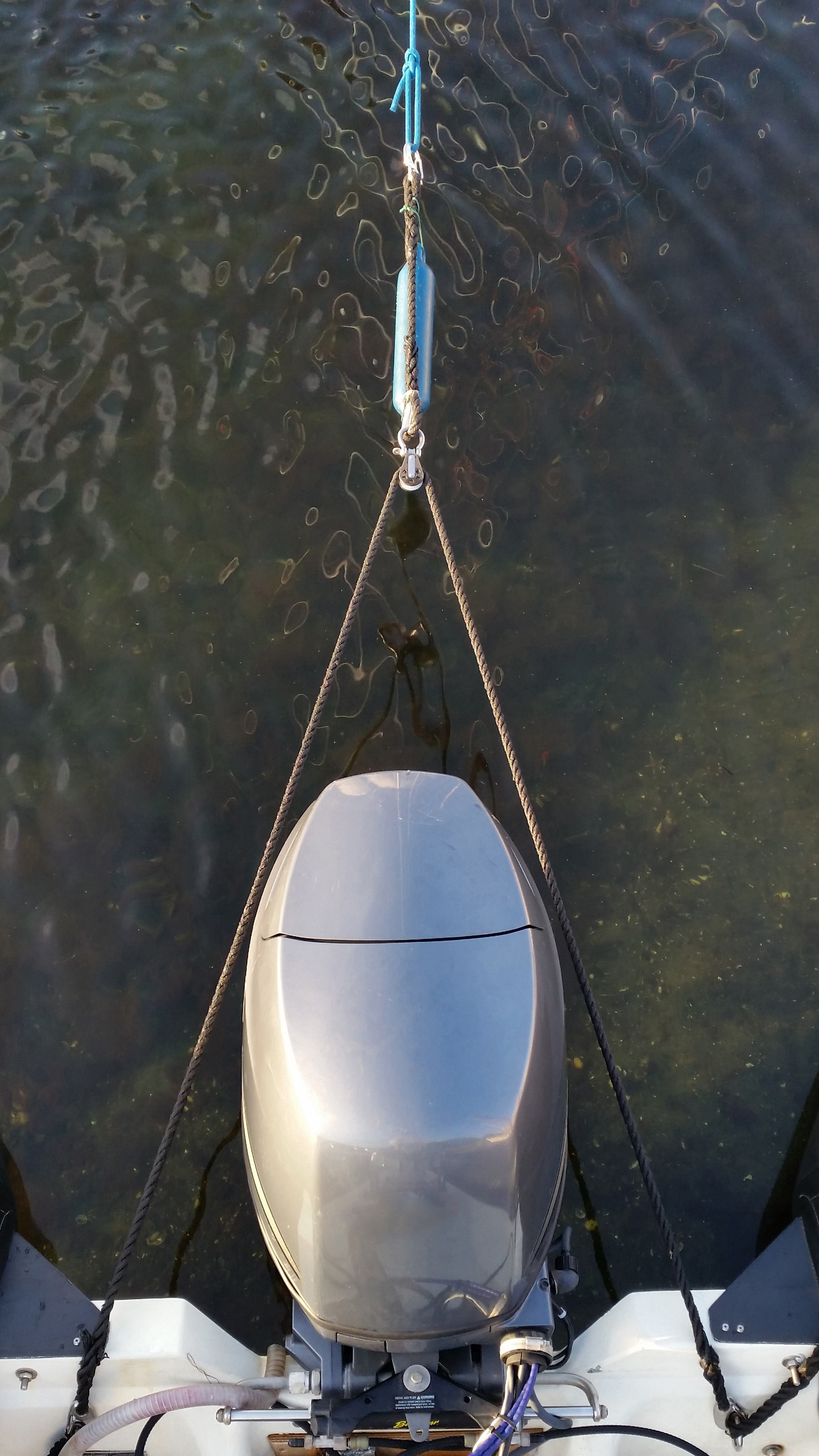
Ein Hahnepot als Schleppvorrichtung an einem Festrumpfschlauchboot zum Schleppen von anderen Booten.

Ein Hahnepot (englisch bridle oder crow foot) ist in der Schifffahrt, besonders beim Segeln, ein Bauteil zur Verteilung und Umlenkung einer Kraft bzw. Last.

## Aufbau
Ein Hahnepot ist in der Regel so aufgebaut, dass ein Block frei beweglich auf einer Leine sitzt. Die Kraft wirkt auf den Block, der die Kraft wiederum auf die Leine und damit gleichmäßig auf die beiden Befestigungspunkte (Angriffspunkte) der Leine verteilt. Die Verwendung eines Blocks ist sinnvoll, um sicherzustellen, dass die Kraft zu jedem Zeitpunkt gleichmäßig verteilt ist. Ändert sich die Richtung, aus der die Kraft wirkt, verschiebt sich der Block auf der Leine gerade so, dass die Kraft an beiden Befestigungspunkten der Leine wieder gleich verteilt ist.
Ein Hahnepot kann aber auch ohne Block aufgebaut sein, z. B. mit dem Angriffspunkt an einem Auge oder einer Kausch.

## Anwendung

### Entlastung
Durch die Verwendung eines Hahnepots wird die Kraft, die sonst nur auf einen Befestigungspunkt wirken würde, auf zwei oder mehrere Befestigungspunkte verteilt. Dadurch wirkt auf die zwei Befestigungspunkte jeweils nur (unwesentlich mehr als) die Hälfte der gesamten Kraft, sodass die Befestigungspunkte weniger stark belastet und beansprucht werden.
Würde bei einer schweren Last die Kraft nur auf einen Befestigungspunkt verteilt sein, würde dieser eventuell überbeansprucht werden und herausreißen. Man verwendet in diesem Fall einen Hahnepot, um den einzelnen Befestigungspunkt zu entlasten (Lastverteilung zur Entlastung eines einzelnen Befestigungspunkts).

### Aufteilung
Ein Hahnepot wird nicht nur eingesetzt, wenn man einen einzelnen Befestigungspunkt entlasten möchte. Ein Hahnepot kann auch dann verwendet werden, wenn es sinnvoll ist, eine Last an mehreren Befestigungspunkten angreifen zu lassen oder wenn es aufgrund bautechnischer Umstände nicht anders möglich ist, nur einen einzelnen Befestigungspunkt zu verwenden (Lastverteilung zur Aufteilung auf mehrere Befestigungspunkte).

## Beispiel

### Hahnepot zum Schleppen
Ein Hahnepot kann beispielsweise an einem Boot (hier: Festrumpfschlauchboot, siehe Bild oben) angebracht werden, um ein anderes Boot zu ziehen bzw. zu schleppen. Je nach Gewicht des zu ziehenden Bootes ist es sinnvoll, den Hahnepot zur Entlastung zu verwenden.
Die Schleppleine wird in der Regel mittig (auf die Querachse bezogen) auf dem Schleppboot angebracht, um das Schleppen möglichst einfach zu machen. In diesem Fall ist die Verwendung einer einzelnen, mittig angebrachten Schleppleine nicht möglich, weil in der Mitte bereits der Außenbordmotor angebracht ist. In diesem Fall verwendet man den Hahnepot, um die Befestigungspunkte auf die Backbord- und Steuerbordseite aufteilen zu können und trotzdem mittig zu ziehen. Der Block auf der Leine wird sich unter Last so positionieren, dass die Last des geschleppten Boots gleichmäßig auf beide Befestigungspunkte am Schleppboot verteilt ist. Ein weiterer Vorteil besteht darin, dass die Schraube des Außenbordmotors durch den Hahnepot weitgehend frei von den Leinen läuft und keine allzu große Gefahr besteht, dass sich die Leine in der Schiffsschraube verfängt.

### Hahnepot am Achterstag eines Segelboots
Auf Segelbooten mit einem trimmbaren Achterstag wird manchmal ein Hahnepot eingesetzt. Die Last, die ein Achterstag halten muss, ist im Verhältnis zu anderen Leinen an Bord eines Schiffs jedoch eher niedrig. Ein Hahnepot wird beim trimmbaren Achterstag deshalb in der Regel nicht zur Entlastung des Befestigungspunkts verwendet, sondern weil es aufgrund bautechnischer Eigenschaften sinnvoll ist.
Ein Achterstag hat die Aufgabe, ein Umkippen des Mastes nach vorne zu verhindern; ein trimmbares Achterstag ermöglicht es, die Durchbiegung des Mastes zu beeinflussen. Es erscheint sinnvoll, das Achterstag mittig achtern anzubringen, damit der Mast genau in der Mitte des Schiffs nach hinten gezogen wird. Ein Hahnepot wäre in diesem Fall nicht nötig. Bei Krängung des Segelbootes wirkt neben der Kraft auf der Längsachse des Bootes auch noch eine Kraft auf der Querachse. Um diese Querkraft gleichmäßig auf das Achterschiff zu verteilen, verwendet man im Achterstag einen Hahnepot, der seine Befestigungspunkte jeweils achtern Backbord und Steuerbord hat.

### Hahnepot zum Entlasten der Ankerkette eines Katamaranes
Bei einem Katamaran sitzt das Ankerspill in der Regel mittig zwischen den Rümpfen. Um die Kraft der Ankerkette gleichmäßig auf die beiden Rümpfe zu verteilen, wird der Anker zunächst ganz normal gesetzt. Danach wird ein vorbereiteter Hahnepot in der Ankerkette eingeklinkt. Die Ankerkette wird dann soweit gefiert, bis die Zuglast komplett auf dem Hahnepot liegt und somit direkt auf den beiden Rümpfen lastet.